# David Ford (cantante)

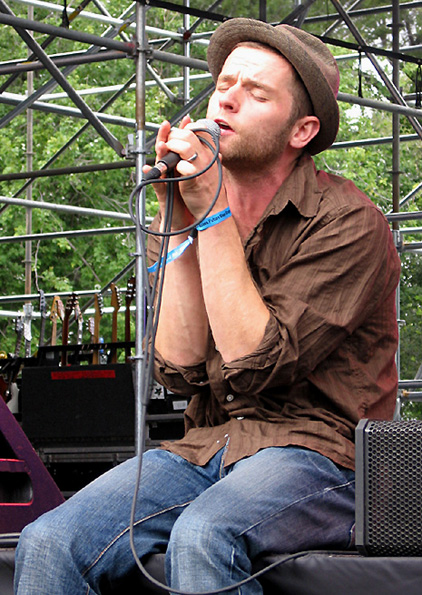

David James Ford (16 de mayo de 1978, Dartford, Kent) es un cantautor británico. Actualmente vive en Eastbourne, East Sussex. Obtuvo cierta importancia con el grupo indie rock Easyworld, con los que lanzó un miniálbum independiente llamado Better Ways to Self Destruct y dos álbumes con Jive Records antes de separase en 2004.

## Biografía

### Easyworld
Habiendo tocado juntos en muchos grupos locales durante sus años de estudiante, Ford - quien fue a la Universidad de Mánchester - y el baterista Glenn Hooper formaron la banda Beachy Head en Eastbourne a finales de los 90. Poco después la banda se completó con el bajista Jo Taylor. El trío grabó numerosas demos y un álbum inédito, «Beachy Head» antes de renombrar la banda como Easyworld. El nuevo nombre de la banda fue tomado del verso 'It's an easy world' de su canción «Better Ways to Self Destruct».
De 2001 a 2004 el grupo lanzó un miniálbum, dos álbumes y varios singles. Después de unas mediocres cifras de ventas de su última grabación, Kill the Last Romantic, Ford anunció a la banda su intención de disolver el grupo. Después de varias actuaciones breves en festivales y apariciones en radio para promocionar su sencillo final, «How Did It Ever Come to This?», Easyworld anuncia su retirada en septiembre de 2004. Su última actuación pública fue en Staffordshire, el 22 de agosto de 2004.

### Carrera en solitario
Casi inmediatamente después de la disolución de la banda, Ford comienza a tocar esporádicamente en una serie de conciertos íntimos donde estrena un gran número de canciones que posteriormente aparecerían en su primer álbum en solitario. En 2005 inicia su primera gira en solitario. Su sencillo debut fue «State of the Union» que se lanzó el 26 de septiembre de 2005, al que siguió rápidamente su disco autoeditado I sincerely apologise for all the trouble I've caused.
Después de colaborar en la gira con Starsailor y agotar todas las entradas para sus conciertos en la gira de febrero de 2006, lanza su segundo sencillo, «I Don't Care What You Call Me». Debutó en Estados Unidos en mayo de 2006 gracias a Columbia Records.
Después de apoyar a Suzanne Vega en su gira por el Reino Unido, Ford lanza su segundo disco en solitario, Songs For The Road en agosto de 2007. La gira empezó en octubre de 2007 y le llevó a Estados Unidos en mayo de 2008. El álbum fue lanzado en Estados Unidos por la compañía Original Signal Records el 1 de abril de 2008, incluyendo una versión de The Smiths, «There Is a Light That Never Goes Out». Su tercer disco de estudio, Let The Hard Times Roll, salió a la venta el 3 de febrero de 2010.